# Miloš Milisavljević (cestista)
Miloš Milisavljević (in serbo Милош Милисављевићћ?; Bačka Topola, 7 settembre 1993) è un cestista serbo.

## Palmarès
- Campione NBDL (2015)